# Guidenetzwerk Deutschland
Das Guidenetzwerk-Deutschland ist eine Online-Plattform, die sehbehinderte Sportler (Läufer/Walker, Skiläufer, Skilangläufer) und Guides miteinander vernetzt.

## Idee
In dem Verein LAC Eichsfeld gibt es mehrere Läufer mit unterschiedlichen Sehbehinderungen. Um diesen eine Möglichkeit zum Ausüben des Laufsports zu ermöglichen, stellten sich einige Mitglieder als Lauf-Begleitung (Guide) zur Verfügung. Im Laufe der Zeit wuchs die Gruppe und der Verein konnte die Laufbegleitung nicht mehr allein übernehmen. So entstand 2021 die Idee, eine Online-Plattform zu erstellen, bei der sich Sehbehinderte und potentielle Guides anmelden und auf diese Weise in Kontakt treten können. Verwaltet wird dieses Netzwerk durch die Gründer Juliana Löffler und Hans-Reinhard Hupe. Dieses Netzwerk ist seitdem beständig gewachsen und umfasst bundesweit ca. 1350 Guides und ca. 350 blinde und seheingeschränkte Läufer (Stand Mai 2025).

## Lauftandems

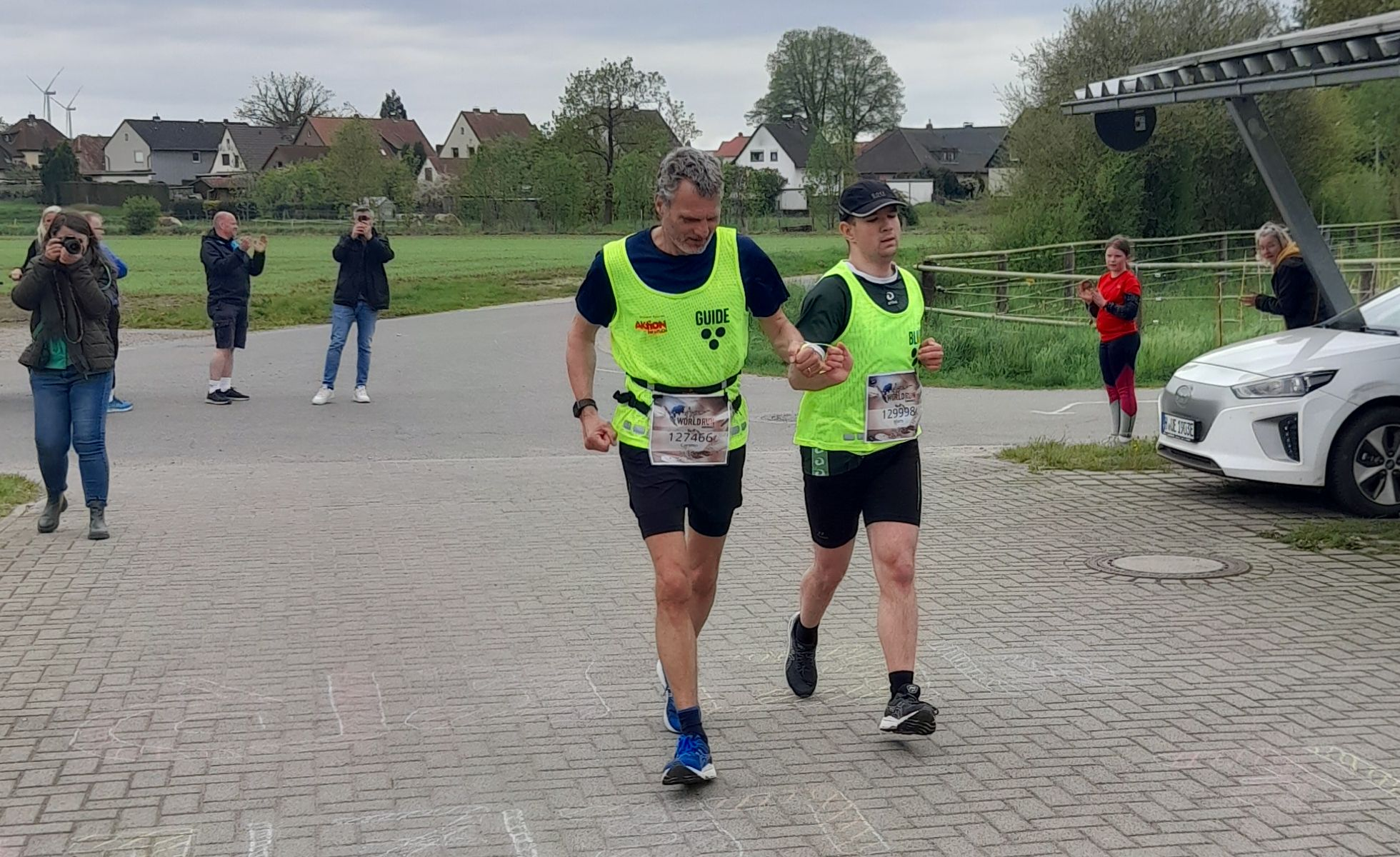
Lauftandem beim Wings for Life Run 2023 in Uetze

Ein blinder Läufer ist zur Ausübung seines Sports auf eine Begleitung angewiesen, die für ihn sieht, Hindernisse ansagt und ihn führt. Ohne Führung kann sich ein Blinder mit Hilfe eines Blindenlangstocks oder eines Blindenführhundes orientieren und die Geschwindigkeit ist dadurch reduziert. Mit Guide können auch beim Laufsport Leistungen erzielt werden, die den von sehenden Athleten kaum nachstehen. Ein Lauftandem ist über ein Führungsband oder eine Führungsschnur miteinander verbunden und kommuniziert darüber non-verbal (z. B. Hochnehmen des Arms – Anhalten), es werden aber auch Kommandos (z. B. rechts, Stufe aufwärts, Hund von vorne) vom Guide während des Laufens angesagt. Daher sollte der Guide über rund 10 % Leistungsreserve verfügen, um konzentriert und sicher führen zu können. Beim Laufen mit Führungsband müssen Guide und Blindrunner im Passgang laufen, damit die Armbewegungen synchron sind (siehe Bild rechts). Der Guide sollte seine Schrittfrequenz und -länge an den Tandempartner anpassen. Beim Laufen mit Schnur kann die Schrittfrequenz frei gewählt werden, allerdings ist die Führung deutlich indirekter, das bedeutet, das Tandem muss sich sehr gut kennen und vorausschauender laufen. Bei Engstellen oder vor Hindernissen muss die Führung dichter erfolgen und ev. abgebremst werden.
Bei seheingeschränkten Läufern kann die Führung auch ausschließlich verbal erfolgen, dies ist für den Guide eine besondere Herausforderung.
Die Aufgabe des Guides ist sehr verantwortungsvoll. Er ist im Ernstfall der Einzige, der den blinden oder den sehbehinderten Läufer vor einer Verletzung schützen kann. Der Guide fungiert als Bodyguard und er ist das Auge des Geführten.
Einem eingespielten Tandem eröffnet sich eine neue, spannende Welt.

## Schulungen
Um Guides auszubilden, gibt es regelmäßig bundesweite Schulungen, die mit Unterstützung des Guidenetzwerk-Deutschlands organisiert werden. Hier werden die potentiellen Guides in die Rechtsvorschriften für Blinde im öffentlichen Raum eingewiesen. Es gibt Kennzeichnungswesten für Blinde und Guides, einen Leitfaden zum Führen von blinden und seheingeschränkten Menschen, sowie die Führungsbänder. Es gibt außerdem eine Einführung in die wichtigsten Kommandos.
Im praktischen Teil kann sich jeder Guide mit einer Maske „blind“ führen lassen und selbst einmal führen, um ein Gefühl für das Vertrauen und die Verantwortung zu bekommen. Oft stellen sich für diese Schulungen auch blinde Läufer zur Verfügung, das Leistungsspektrum reicht dabei vom Walker, Laufanfänger bis zum routinierten Marathonläufer. Für blinde Laufneulinge ist so eine Schulung auch eine Gelegenheit zum Kennenlernen, dabei sind oftmals schon neue Lauftandems entstanden.

## Kommandos
- Rechts, Links
- Reeechts, Liiinks (lang gezogene Kurve)
- Haaalt (normales Beenden des Laufes in 2–4 Metern)
- Halt! (unverzügliches Anhalten bei gefährlichen Situationen)
- Stopp (sofortiger Abbruch des Laufes im Notfall)
- Bordstein hinauf
- Bordstein hinunter
- Steigung (Gefälle) beginnt (ca. … Meter lang)
- Steigung (Gefälle) endet
- Bodenwelle oder Unebenheit
- Bodenwechsel (Asphalt, Gras, Schotter (fein, grob), Kopfsteinpflaster, …)
- Ast, Wurzeln, Blätter
- Hund voraus (mit oder ohne Leine)
- Hund vorbei
- Kehre links/rechts (180° Drehung)
- Kurve auf X Uhr (X ist der kleine Zeiger einer analogen Uhr, 12 Uhr ist geradeaus)
- Treppe auf/abwärts (Stufen ansagen)
- Straße queren (Bordsteinkante immer 90°)
- Hochreißen des Bändels (sofortiges Stoppen, Notfall)

In eingespielten Tandems wird die Kommunikation abgesprochen und angepasst. Ein Großteil der Kommunikation erfolgt non-verbal über die Führungshand. Je einfacher das Laufterrain, desto lockerer kann geführt werden, je schwieriger (Absätze, scharfe Kurven, Gedränge, unebener Boden, Hindernisse, enger Pfad (Trail)), desto enger wird geführt, in Engstellen kann der Blinde die Hand auf die Schulter des Guides legen, um fast im Schatten des Guides zu laufen. So sind auch Trailläufe auf schmalen Pfaden möglich.

## Einsatz auf Volksläufen und Wettkämpfen

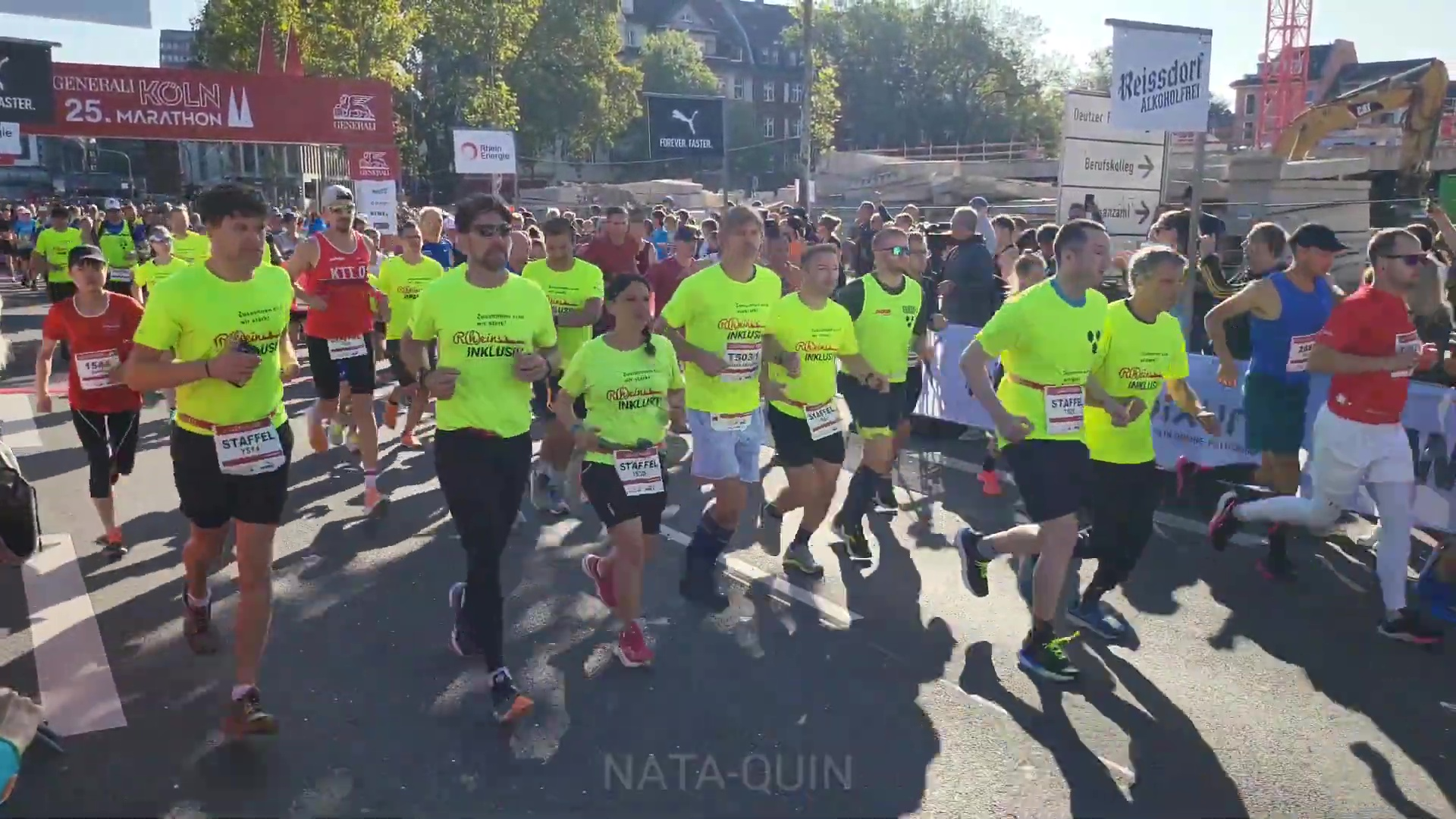
Das Starterfeld der 32 Marathonstaffeln von R(h)ein inklusiv beim Kölnmarathon 2023 mit Läufern unterschiedlicher Beeinträchtigung, darunter auch mehrere Blindentandems

Durch das Guidenetzwerk sind in vielen Städten neue Lauftandems entstanden, die vermehrt auch auf Laufveranstaltungen antreten und erfolgreich unterschiedliche Strecken gemeinsam mit Sehenden absolvieren. Viele Ausrichter nehmen bei der Meldung Rücksicht auf die Tandems und bieten Ermäßigungen für die Tandems und privilegierte Startaufstellungen an. Die Palette reicht vom kleinen Volkslauf (oder auch Parkrun) bis zu großen Stadtläufen (z. B. ADAC-Marathon in Hannover). Der bundesweit größte Einsatz von Lauftandems findet alljährlich in Köln bei den Marathonstaffeln statt, wo mehr als 30 inklusive Staffeln für „R(h)ein inklusiv“ starten, mit Läufern unterschiedlicher Beeinträchtigung, davon rund 40 Lauftandems. Bei den großen Läufen mit dem üblichen Startgedränge ist eine besonders hohe Konzentration des Guides und eine gute Abstimmung im Tandem notwendig.
Bei längeren Läufen (mehr als 10 km, bzw. eine Stunde) muss der Guide über gute Kondition verfügen, da er über die gesamte Zeit konzentriert bleiben muss. Wenn möglich, sollte der Guide am Rande der Strecke laufen, der Tandempartner in der Mitte.

## Großer Stern des Sports 2023/24
Im Jahr 2023 hat sich die LAC Eichsfeld mit dem Guidenetzwerk beim Breitensportwettbewerb „Sterne des Sports“ beworben und am 27. Oktober 2023 den Landeswettbewerb in Silber und am 29. Januar 2024 den Bundeswettbewerb in Gold gewonnen. Parallel dazu wurde am Tag zuvor auch der Publikumspreis mitgenommen. Zusätzlich zu dem Preisgeld von insgesamt 12.000,- € freute die Initiatoren die erhöhte öffentliche Aufmerksamkeit, die dem Netzwerk im Wettbewerbszeitraum zusätzliche 200 Neuanmeldungen bescherte. Das Preisgeld soll in die Entwicklung einer App gesteckt werden, die die Vernetzung noch einfacher und barrierefreier gestalten soll.